# معادلة الزخم لكوشي
معادلة الزخم لكوشي هي معادلة تفاضلية جزئية متجهية وضعها كوشي تصف انتقال الزخم غير النسبي في أي مادة متصلة . بشكل لاغراني أو بالحمل تكتب:
{\displaystyle {\frac {D\mathbf {u} }{Dt}}={\frac {1}{\rho }}\nabla \cdot {\boldsymbol {\sigma }}+\mathbf {g} }
حيث:
ρ :تمثل الكثافة عند نقطة داخل المادة المتصلة (التي تطبق عليها معادلة الاستمرارية)،
σ: تمثل ممتد الإجهاد،
g:تحتوي كل قوى الجسم لكل وحدة كتلة (غالبًا تسارع الجاذبية)،
u: تمثل سرعة التدفق (المتجهي)، وتعتمد على الموقع والزمن.
بعد التغيير المناسب للمتغيرات، يمكن أيضًا كتابتها في شكل حفظ (أو Eulerian):
{\displaystyle {\frac {\partial \mathbf {j} }{\partial t}}+\nabla \cdot \mathbf {F} =\mathbf {s} }
حيث:
j: تمثل كثافة الزخم في زمن ووقت محددين،:F: التدفق المرتبط بالكثافة الزخمية،:s: تحتوي كل قوى الجسم لكل وحدة حجم.

## استنتاج
تطبيق قانون نيوتن الثاني إلى حجم دراسي في مادة متصلة يعطي:
{\displaystyle ma_{i}=F_{i}}

واستنادا إلى نظرية نقل رينولدز وعلى ترميز مشتقة المواد:
{\displaystyle {\begin{aligned}\int _{\Omega }\rho {\frac {Du_{i}}{Dt}}\,dV&=\int _{\Omega }\nabla _{j}\sigma _{i}^{j}\,dV+\int _{\Omega }\rho g_{i}\,dV\\\int _{\Omega }\left(\rho {\frac {Du_{i}}{Dt}}-\nabla _{j}\sigma _{i}^{j}-\rho g_{i}\right)\,dV&=0\\\rho {\frac {Du_{i}}{Dt}}-\nabla _{j}\sigma _{i}^{j}-\rho g_{i}&=0\\{\frac {Du_{i}}{Dt}}-{\frac {\nabla _{j}\sigma _{i}^{j}}{\rho }}-g_{i}&=0\end{aligned}}}
حيث Ω تمثل الحجم الدراسي.
بما ان هذه المعادلة يجب ان تنطبق على كل حجم دراسي، فانه يجب ان يكون قيمة التكامل لها صفرًا، ومن هنا تكمل معادلة الزخم لكوشي.
الخطوة الأهم في استنتاج هذه المعادلة هو البدء بأن مشتقة ممتد الإجهاد هو واحد من القوى التي تكون Fi

## شكل الحفظ
يمكن كتابة معادلات كوشي بالشكل التالي،
{\displaystyle {\frac {\partial \mathbf {j} }{\partial t}}+\nabla \cdot \mathbf {F} =\mathbf {s} }
ببساطة عن طريق تعريف:
{\displaystyle {\begin{aligned}{\mathbf {j} }&=\rho \mathbf {u} \\{\mathbf {F} }&=\rho \mathbf {u} \otimes \mathbf {u} -{\boldsymbol {\sigma }}\\{\mathbf {s} }&=\rho \mathbf {g} \end{aligned}}}
حيث:
j: هو كثافة الزخم عند نقطة محددة في المادة المتصلة (التي تطبق عليها معادلة الاستمرارية ) ،
F : يمثل التدفق المرتبط بكثافة الزخم،
ويحتوي s على كل قوى الجسم لكل وحدة حجم. u ⊗ u هو ناتج من السرعة u.
هنا j و s لهما نفس عدد الأبعاد N كسرعة التدفق و تسارع الجسم،
بينما F ، كونه ممتد (موتر) ، لديه N2 . 
في صيغ أويلريان، من الواضح أن افتراض عدم وجود إجهاد منحرف يجعل معادلات كوشي تمثل معادلات أويلر.

## تسارع الحمل

مثال على تسارع الحمل. يكون التدفق ثابتًا (مستقل عن الوقت) ، لكن السائل يتباطأ أثناء تحركه لأسفل القناة المتباعدة (بافتراض تدفق غير قابل للضغط).